# CrossFire X
CrossFire X — компьютерная игра в жанре шутера от первого лица, выпущенная 10 февраля 2022 года эксклюзивно для платформ Xbox One и Xbox Series X/S. Является третьей игрой в серии CrossFire. Студия Remedy Entertainment разрабатывает однопользовательскую кампанию игры, а Smilegate работает над free-to-play многопользовательской частью.
В феврале 2023 года анонсировано прекращение поддержки игры и отключение многопользовательских серверов.

## Игровой процесс
Crossfire X является шутером от первого лица и консольной версией игры CrossFire (2007). Многопользовательский free-to-play компонент напоминает игровым процессом Counter-Strike: Global Offensive: в игре две команды, представляющих две воинствующие вооружённые группировки, которые соревнуются в различных игровых режимах. В классическом режиме атакующая команда пытается заложить бомбу, а обороняющаяся — остановить их. Все игроки вооружены стандартным набором оружия. Режим The Spectre является вариацией классического режима, в котором атакующие игроки являются привидениями, вооружёнными только ножами, однако остающимися невидимыми, пока они не двигаются. Также в игре присутствует современный режим, в котором две команды сражаются за получением контроля над двумя объектами на карте.
Однопользовательская часть игры, которая не будет распространяться по модели free-to-play, состоит из нескольких операций, каждая из которых поделена на несколько эпизодов. На момент выхода игры будет доступно две операции. История будет повествовать о конфликтах между двумя частными военными организациями — Black List и Global Risk.

## Разработка
Оригинальная CrossFire, разработанная Smilegate Entertainment, является крайне популярной на востоке многопользовательской free-to-play игрой для персональных компьютеров. Команда разработчиков хотела расширить повествование франшизы и представить её более широкой аудитории. Для этого команда заключила партнёрское соглашение с Xbox Game Studios о создании консольных версий игры, а также пригласила финскую студию Remedy Entertainment создать однопользовательскую кампанию для игры. Поскольку Remedy в данный момент изучала идею работы над шутером от первого лица и планировала разрабатывать несколько проектов параллельно, команда согласилась помочь Smilegate. Разработка однопользовательской части игры ведётся с 2016 года. Однопользовательская часть будет разработана на основе собственного движка Remedy — Northlight, ранее использованного в Quantum Break и Control. Выбор Smilegate пал именно на Remedy, поскольку у команды был большой опыт успешного создания запоминающихся вымышленных миров и персонажей.
Открытое бета-тестирование для Xbox Insiders было проведено с 25 по 28 июня 2020 года. В ноябре 2020 года Smilegate Entertainment объявили о переносе игры на 2021 год.
Выпуск игры на консолях Xbox One и Xbox Series X/S был назначен на 2021 год. В рамках The Game Awards 2021 была объявлена новая дата релиза — 10 февраля 2022.